# 비킹 FK
비킹 FK(노르웨이어: Viking Fotballklubb)는 노르웨이의 축구 클럽으로 스타방에르를 연고지로 하여 1899년에 설립되었다. 비킹은 노르웨이에서 성공적인 클럽 가운데 하나로 노르웨이 프리미어리그 8회 우승에 노르웨이 컵 5회 우승 기록을 가지고 있다.

## 역사
비킹 FK는 1899년 8월 10일에 설립되어 초반에는 지역팀들과 많은 경기를 하였다. 1930년대부터 전국 수준 대회에 참가하여, 1933년에는 컵 대회 준우승을 차지하였다. 또한 1936년 하계 올림픽에서 노르웨이가 동메달을 딸 때에 기여했던 레이다르 크바멘을 배출하였다.
제2차 세계 대전이 끝나고, 비킹은 1950년대의 주요 강팀으로 떠올랐다. 1953년, 1959년에 컵 대회 우승을 차지하였고, 1958년엔 리그 우승, 1955년엔 리그 3위를 기록하며 그 역량을 과시했다.
1960년대에는 비교적 비킹에게는 조용했던 시기였다. 그 후 70년대에 들어 다시 강팀으로 부상하였고, 1972년부터 1975년까지 연속으로 리그 4회 우승을 하였다. 또한 1971년엔 리그 3위, 1974년엔 컵 대회 준우승, 1979년엔 컵 대회 우승컵을 들어올렸다.
1980년대 역시 순조로운 출발을 보였다. 1982년에 리그 우승을 하였고, 1981년과 1984년엔 준우승을 차지하였다. 1984년에는 컵 대회 준우승도 하게 되었다. 80년대의 마지막인 1989년에는 컵 대회 우승을 다시 한번 차지하였다.
1989년 컵 대회 우승 당시에는 세대 교체가 이루어져 젊은 선수들이 주축이 되었다. 이들은 1991년에 리그 우승을 하였고, 1992년에 새로운 감독 하에서 9위를 기록하며 10위부터 벌어지는 강등 플레이오프에 참가할 뻔 하였다. 1990년대에는 1991년을 제외하고 우승컵을 들어올린 적이 없었다. 단지 1994년과 1996년에 3위를 차지한 것이 전부였다. 또한 90년대에 비킹은 해외, 특히 잉글랜드로 선수들을 이적시켜 상당히 건실한 재정을 유지하였다.
2004시즌 전에 비킹은 새로운 경기장으로 옮기게 되었는데, 그것이 현재의 비킹 스타디온이다. 새 경기장에서의 첫 시즌에는 9위를 기록하였고, 다음 시즌엔 5위를 하였다. 감독이 새로이 바뀐 2006시즌에는 리그 11위를 기록하며 좋지 못한 시즌을 보냈다.
2006년 11월 22일에 비킹은 일주일 전에 릴레스트룀 SK에서 해임된 우베 뢰슬러를 새 감독으로 영입하여 2007시즌부터 감독직을 수행하고 있다. 2007시즌에 다시 리그 3위를 차지하며 상위권으로 도약하였다.

## 역대 우승 기록
- 노르웨이 프리미어리그

우승 (8): 1958, 1972, 1973, 1974, 1975, 1979, 1982, 1991
- 노르웨이 프리미어리그 준우승

우승 (2): 1981, 1984
- 노르웨이 컵

우승 (5): 1953, 1959, 1979, 1989, 2001
- 노르웨이 컵 준우승

우승 (5): 1933, 1947, 1974, 1984, 2000

## 유럽 대회 성적
| 시즌      | 대회              | 라운드     |                         | 클럽                    | 결과      |
| --------- | ----------------- | ---------- | ----------------------- | ----------------------- | --------- |
| 1972-73   | UEFA컵            | 1회전      | 아이슬란드              | IBV                     | 1-0, 0-0  |
|           |                   | 2회전      | 서독                    | FC 쾰른                 | 1-0, 1-9  |
| 1979-80   | UEFA컵            | 1회전      | 서독                    | 보루시아 묀헨글라트바흐 | 0-3, 1-1  |
| 1982-83   | UEFA컵            | 1회전      | 동독                    | 로코모티페 라이프치히   | 1-0, 2-3  |
|           |                   | 2회전      | 스코틀랜드              | 던디 유나이티드         | 1-3, 0-0  |
| 1985-86   | UEFA컵            | 1회전      | 폴란드                  | 레기아 바르샤바         | 0-3, 1-1  |
| 1990-91   | UEFA 컵위너스컵   | 1회전      | 벨기에                  | RFC 드 리에주           | 0-2, 0-3  |
| 1992-93   | UEFA 챔피언스리그 | 1회전      | 스페인                  | 바르셀로나              | 0-1, 0-0  |
| 1995-96   | UEFA컵            | 예선전     | 핀란드                  | TPV                     | 4-0, 3-1  |
|           |                   | 1회전      | 프랑스                  | 오세르                  | 1-1, 0-1  |
| 1997-98   | UEFA컵            | 예선 1회전 | 유고슬라비아 연방공화국 | 보이보디나 (5-4p)       | 0-2, 2-0  |
|           |                   | 예선 2회전 | 스위스                  | 뇌샤텔 크사막스         | 0-3, 2-1  |
| 1999-2000 | UEFA컵            | 예선전     | 안도라                  | 프린시팟                | 7-0, 11-0 |
|           |                   | 1회전      | 포르투갈                | 스포르팅 CP             | 3-0, 0-1  |
|           |                   | 2회전      | 독일                    | 베르더 브레멘           | 0-0, 2-2  |
| 2001-02   | UEFA컵            | 예선전     | 보스니아 헤르체고비나   | 브로트니오              | 1-0, 1-1  |
|           |                   | 1회전      | 스코틀랜드              | 킬마녹                  | 1-1, 2-0  |
|           |                   | 2회전      | 독일                    | 헤르타 베를린           | 0-1, 0-2  |
| 2002-03   | UEFA컵            | 1회전      | 잉글랜드                | 첼시                    | 1-2, 4-2  |
|           |                   | 2회전      | 스페인                  | 셀타 비고               | 0-3, 1-1  |
| 2005-06   | UEFA컵            | 예선 1회전 | 북아일랜드              | 포터다운                | 2-1, 1-0  |
|           |                   | 예선 2회전 | 웨일스                  | 릴                      | 1-0, 2-1  |
|           |                   | 1회전      | 오스트리아              | 아우스트리아 빈         | 1-0, 1-2  |
|           |                   | 조별 리그  | 프랑스                  | AS 모나코               | 1-0       |
|           |                   | 조별 리그  | 독일                    | 함부르크                | 0-2       |
|           |                   | 조별 리그  | 체코                    | 슬라비아 프라하         | 2-2       |
|           |                   | 조별 리그  | 불가리아                | CSKA 소피아             | 0-2       |
| 2008-09   | UEFA컵            | 예선 1회전 | 리투아니아              | 베트라                  | 0-1, 2-0  |
|           |                   | 예선 2회전 | 핀란드                  | 홍카                    | 0-0, 1-2  |

 주: 굵게 표시된 것이 홈 경기이다. 

## 선수 명단

### 현역
참고: FIFA 자격 규정에 따라 소속된 국가대표팀 국기를 표시합니다. 선수는 복수의 FIFA 비회원국 국적을 가지고 있을 수 있습니다.
| 번호 | 포지션 | 국적 | 이름                |
| ---- | ------ | ---- | ------------------- |
| 6    | DF     |      | 지안니 스텐스네스   |
| 8    | MF     |      | 조 벨               |
| 9    | FW     |      | 니콜라스 다고스티노 |

| 번호 | 포지션 | 국적       | 이름              |
| ---- | ------ | ---------- | ----------------- |
| 22   | DF     |            | 프랭코 리노       |
| 23   | DF     | 슬로베니아 | 조스트 우르반치치 |

## 역대 감독
| 감독            | 임기        |
| --------------- | ----------- |
| 레이다르 크바멘 | 1964        |
| 로이 호지슨     | 2004 ~ 2005 |